# Автобан A661 (Німеччина)
Федеральний автобан 661 (A661, нім. Bundesautobahn 661) — це автобан довжиною 40 км у Німеччині. Він починається в Оберурзелі і йде вздовж Бад-Гомбурга, Франкфурта-на-Майні, Оффенбаха-на-Майні та Ной-Ізенбурга до кінця в Егельсбаху.
Сьогоднішній А 661 було відкрито з ділянками Бад-Гомбург (сьогодні розв'язка 3) і Франкфурт-Бонамес (колишня розв'язка 5b). Хоча продовження дороги до Оберурзель північ було легко побудувати, будівництво до Франкфурт-Екенхайм значно затрималося. Між Бонамесом і Ешерсхаймом біля Бонамезер Плац був проміжний кінець. Через багато років було продовжено до Фрідбергер Ландштрассе. Ділянка між Оффенбахом і Егельсбахом також була вже побудована, але в цей час як частина A 49, який планувався як автобан між Касселем і Дармштадтом. Після відмови від цього плану ця ділянка стала частиною А 661.
Ділянка між двома іншими пунктами була завершена крок за кроком і була закрита в 1995 році.